# Zur Heiligsten Dreieinigkeit (Ludwigsburg)

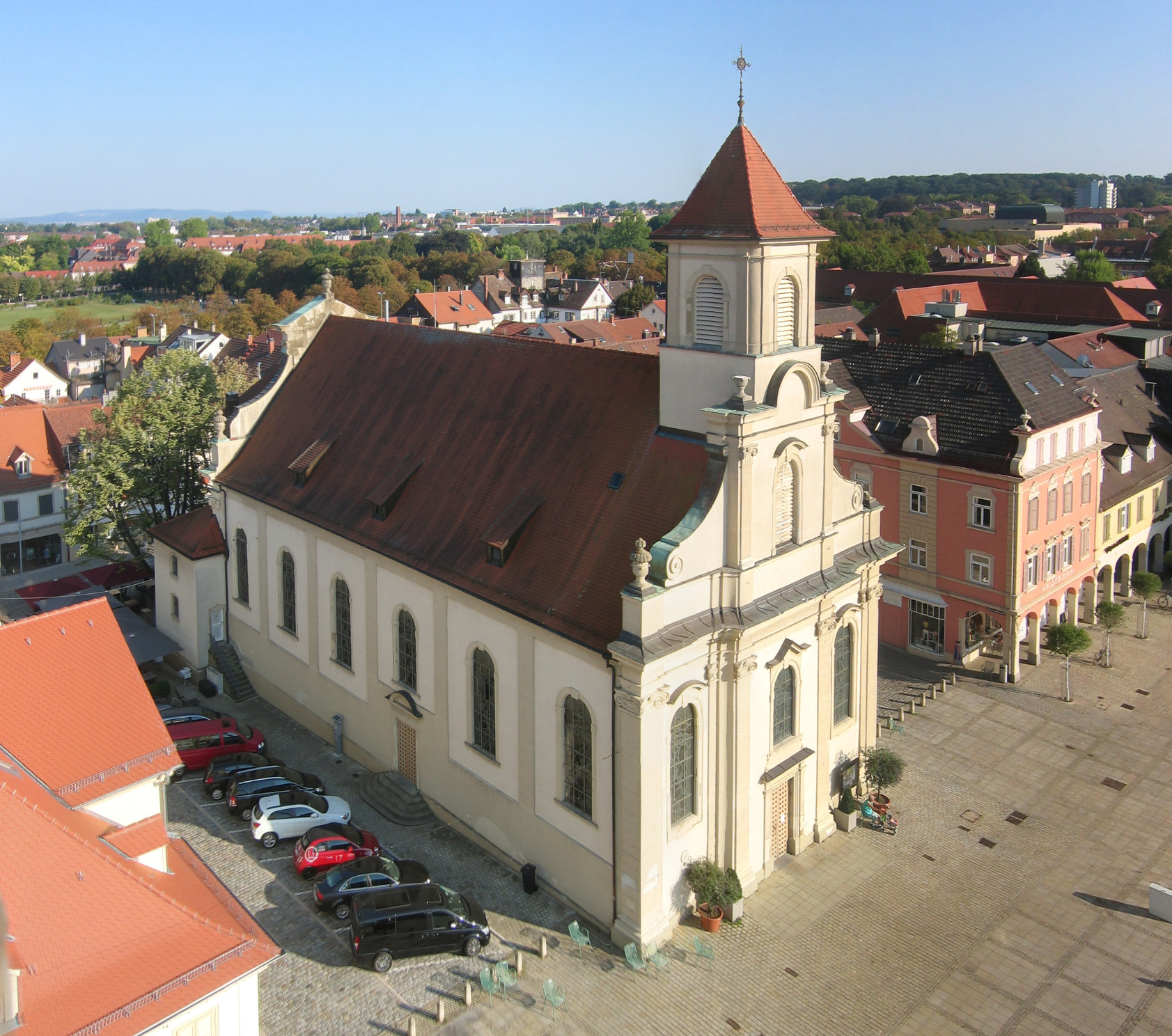
Zur Heiligsten Dreieinigkeit in Ludwigsburg

Die römisch-katholische Kirche Zur Heiligsten Dreieinigkeit steht in Ludwigsburg, der Kreisstadt des Landkreises Ludwigsburg in Baden-Württemberg, am Marktplatz gegenüber der evangelischen Stadtkirche. Das Bauwerk ist beim Landesamt für Denkmalpflege Baden-Württemberg als Baudenkmal eingetragen. Die Kirchengemeinde gehört zum Dekanat Ludwigsburg der Diözese Rottenburg-Stuttgart.

## Geschichte und Beschreibung

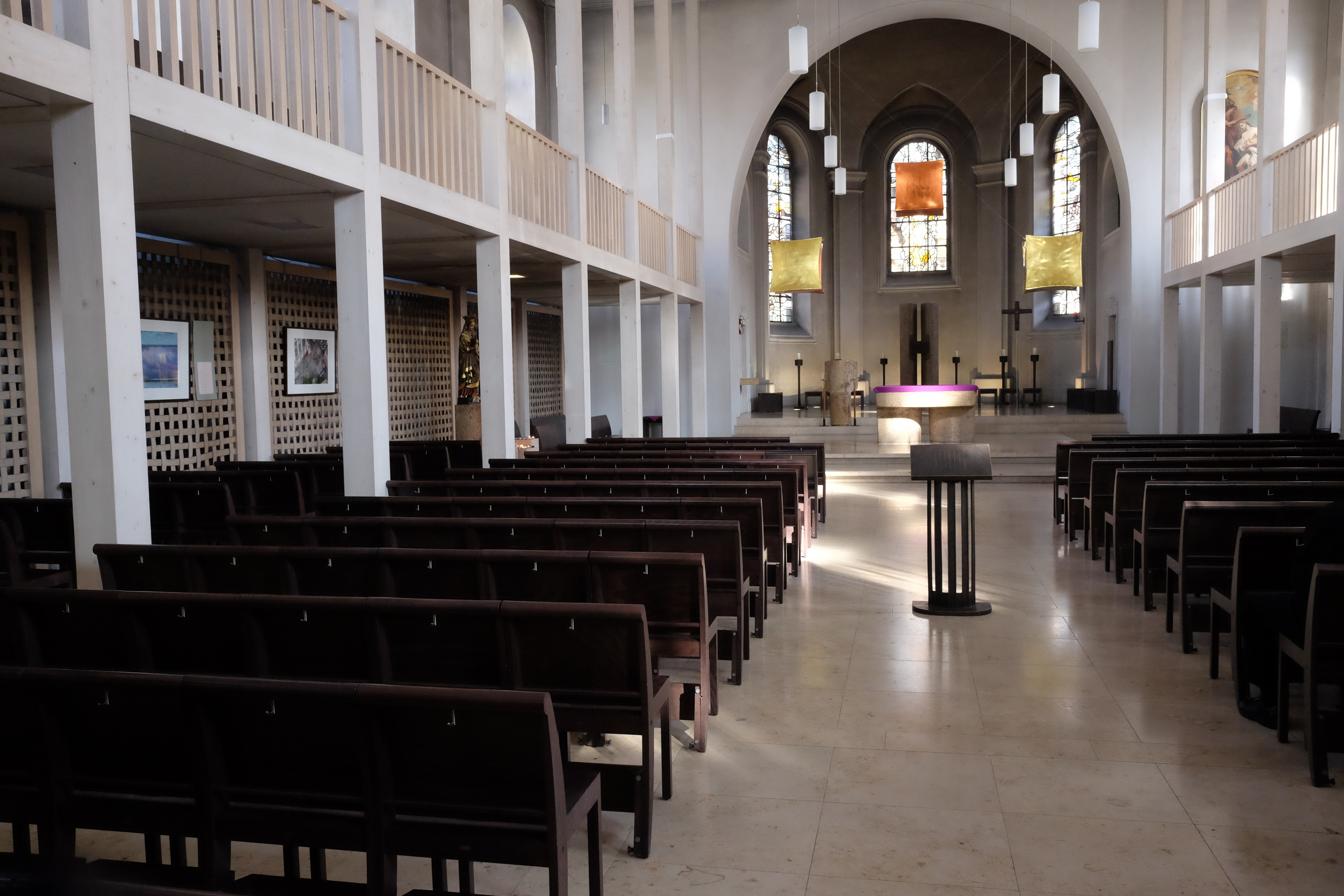
Blick zum Chor

Die Kirche wurde ab 1721 nach Plänen von Paolo Retti als lutherische Garnisonkirche erbaut. 1781 erfolgte eine Erweiterung. 
Die kleine, vor allem aus Italienern bestehende katholische Gemeinde Ludwigsburgs hielt ihre Gottesdienste ab 1733 in der unter Herzog Karl Alexander katholisch geweihten Schlosskapelle. Ab 1810 wurde die Garnisonkirche von beiden Konfessionen simultan genutzt. Nach dem Bau der neuen Garnisonkirche 1903 wurde die alte Garnisonkirche Zur heiligsten Dreieinigkeit den Katholiken allein überlassen.
Die Saalkirche besteht aus einem Langhaus, einem 1906 angebauten eingezogenen, halbrund geschlossenen Chor vor der Fassade im Osten und einem Dachturm, der mit einem Pyramidendach bedeckt ist, der sich aus dem Satteldach des Langhauses im Westen erhebt. Die mit einem Volutengiebel bedeckte Fassade im Westen ist durch Pilaster in drei Bereiche unterteilt, im mittleren befindet sich das Portal. Im Innenraum befindet sich ein Gemälde, das Carlo Carlone zugeschrieben wird.
Der Innenraum wurde nach dem Zweiten Weltkrieg als Betonfachwerkbau mit durchlaufenden Emporen erneuert und bildet mit neuzeitlicher schlichter Gestaltung einen starken Kontrast zum barocken Äußeren.
Die Orgel mit 35 Registern auf drei Manualen und Pedal wurde 1973 als Opus 5509 von der ortsansässigen Manufaktur E. F. Walcker & Cie. errichtet.